# 美国派：集体露营
《美国派：集体露营》（英語：American Pie Presents: Band Camp）2005年在美国上映的青春性喜剧，属于美国派系列电影的衍生系列，由美国电影导演斯蒂夫·拉什主导。

## 剧情
- （此集劇情為外傳，承接前三集人物僅有吉姆爸。）

馬修·史戴弗勒（馬特）是史蒂夫·史戴弗勒的弟弟，受到他哥哥和家庭的影响，他也是一个早熟孩子。学校搞了一次野营活动，由此而发生了一系列的爱情故事。

## 演员
| 演員                              | 角色                                       | 備註                                             |
| 泰德·希根布林克 Tad Hilgenbrink   | 馬修·史戴弗勒(馬特) Matthew "Matt" Stifler | 史蒂夫的弟弟。                                   |
| 艾芮兒·凱珀 Arielle Kebbel        | 伊莉希·休士頓 Elyse Houston                | 樂隊成員，負責總指揮。                           |
| 尤金·李維 Eugene Levy             | 諾亞·雷文斯汀 Noah Levenstein              | 性啟蒙思想家，吉姆的父親。亦擔任樂隊營競賽評審。 |
| 克里斯·歐文 Chris Owen            | 查克·薛曼 Chuck Sherman                    | 現為東大瀑布高中的諮詢顧問。                     |
| 馬特·巴爾 Matt Barr               | 布蘭登·范德爾坎普 Brandon Vandercamp       | 山毛櫸高中的樂隊首席，亦為指揮和鼓手。           |
| 李君熙 Jun Hee Lee                | 詹姆士·鍾 James Chong                      | 樂隊成員，負責豎笛和小喇叭。                     |
| 傑森·艾爾斯 Jason Earles          | 厄尼·卡普洛維茲 Ernie Kaplowitz            | 樂隊成員，負責薩克斯風。機械狂，喜歡克蘿伊。     |
| 克莉絲托·萊特寧 Crystle Lightning | 克蘿伊 Chloe                               | 樂隊成員，負責法國號。龐克風女孩。               |
| 歐默·班森·米勒 Omar Benson Miller | 奧斯卡 Oscar                               | 樂隊成員，負責大鼓。黑人大肥佬。                 |
| 蘿倫·C·梅修 Lauren C. Mayhew      | 阿麗亞娜 Arianna                           | 東大瀑布高中啦啦隊成員。                         |
| 安琪拉·莉托 Angela Little         | 雪莉 Sheree                                | 樂隊營的值星員，喜歡奧斯卡。                     |
| 瑞秋·薇爾崔 Rachel Veltri         | 丹妮 Dani                                  |                                                  |
| 達歇特·馬奇 Dossett March         | 安迪 Andy                                  | 馬特好友。                                       |
| 莉莉·瑪莉伊 Lily Mariye           | 蘇珊·崔博士 Dr. Susan Choi                 | 羅伯茲音樂學院教授，樂隊營競賽評審之一。         |
| 金格·琳恩 Ginger Lynn             | 珊德絲 Camp Nurse Sanders                  | 樂隊營的護士，也是評審之一。                     |
| 理查德·凱斯 Richard Keith         | 班迪 Trading Card Bandie                   |                                                  |
| 珍妮佛·沃考特 Jennifer Walcott    | 浴室裡的女孩 Bathroom Girl                 |                                                  |

## 制作
电影中，塑造了一个开放的学校环境和一群身材火辣的女孩，增加电影的看点。
电影撤换了原班人马，只剩下教父角色式样的思想启蒙者尤金·列维。
电影是以DVD方式发行的，画面清晰，图像锐利。